# (13404) Norris
(13404) Norris (1999 RT177) – planetoida z pasa głównego asteroid okrążająca Słońce w ciągu 3,47 lat w średniej odległości 2,29 j.a. Odkryta 9 września 1999 roku.